# Vous n'aurez pas ma haine (film)
Ne doit pas être confondu avec  Vous n'aurez pas ma haine (roman).
Pour plus de détails, voir Fiche technique et Distribution.
Vous n’aurez pas ma haine est un drame biographique germano-franco-belge réalisé par Kilian Riedhof et sorti en 2022.

## Synopsis
Antoine vit à Paris avec sa femme Hélène et leur fils Melvil, âgé de dix-sept mois. Le soir du 13 novembre 2015, Hélène assiste à un concert au Bataclan, qui subit une attaque terroriste. Antoine, resté à la maison, apprend l’attentat et, après une attente éprouvante, découvre que sa femme fait partie des victimes.
Confronté à la perte brutale d’Hélène, Antoine se retrouve seul pour s’occuper de son jeune fils. Il fait face à un tourbillon d’émotions, entre deuil, colère et incompréhension, tout en essayant de maintenir une certaine normalité pour Melvil. À travers son quotidien, il cherche à surmonter l’absence de sa femme, aidé par le soutien de sa famille. Antoine refuse toutefois de céder à la haine envers les responsables, exprimant ce choix publiquement par une lettre ouverte aux terroristes postées du Facebook, qui rencontre un large écho public et est massivement relayée par les médias, ou il affirme son attachement à l’amour et à l’espoir.
Le deuil d’Antoine est marqué par des souvenirs de moments passés avec Hélène, qui éclairent sa vie et celle de leur fils. Malgré la douleur, il tente de reconstruire une vie stable, en puisant sa force dans son rôle de père et dans la mémoire de celle qu'il a perdue

## Fiche technique
- Titre original : Vous n'aurez pas ma haine
- Réalisation : Kilian Riedhof
- Scénario : Marc Blöbaum, Jan Braren, Stéphanie Kalfon et Kilian Riedhof, d'après l'œuvre de Antoine Leiris
- Musique : Peter Hinderthür
- Photographie : Manuel Dacosse
- Montage : Andrea Mertens
- Costumes : Catherine Marchand
- Production : Maren Ade, Jonas Dornbach et Janine Jackowski
- Coproduction : Julie Billy, Tanguy Dekeyser, Neshe Demir, Klaus Dohle, Peter Eiff, Christian Granderath, Bastian Griese, Theodor Gringel, Sabine Holtgreve, Peter Kreutz, Timm Oberwelland, Jean-Yves Roubin, Andreas Schreitmüller, Carole Scotta, Tobias Alexander Seiffert, Carolin Springborn, Cassandre Warnauts, Jens Wolf et Arlette Zylberberg
- Production associée : Marc Blöbaum, Jan Braren, Anne-Laure Declerck, David Grumbach, Markus Reinecke et Kilian Riedhof
- Production déléguée : Christophe Hollebeke
- Production exécutive : Ben von Dobeneck
- Sociétés de production : Komplizen Film, Haut et Court, Erfttal Film, Frakas Productions, MMC Movies, NCR Corporation, NDR, Proximus, RTBF, Shelter Prod et Tobis
- Sociétés de distribution : BAC Films et Haut et Court
- Pays de production :  Allemagne (68 %)  France (17 %)  Belgique (15 %)
- Langue originale : français
- Format : couleur — 2,35:1
- Genre : drame biographique
- Durée : 102 minutes
- Dates de sortie :
  - Suisse : 12 août 2022 (Locarno)
  - Belgique : 4 octobre 2022 (Namur) ; 10 novembre 2022 (en salles)
  - France : 15 octobre 2022 (Paris) ; 2 novembre 2022 (en salles)

## Distribution
- Pierre Deladonchamps : Antoine Leiris
- Camélia Jordana : Hélène Muyal-Leiris
- Zoé Iorio : Melvil, fils d'Antoine et d'Hélène
- Mustii : Alexandre, frère d'Antoine
- Christelle Cornil : Julie, sœur d'Antoine
- Anne Azoulay : Annie, sœur d'Hélène
- Farida Rahouadj : Sylvie, mère d'Hélène
- Yannick Choirat : Bruno, ami d'Antoine et d'Hélène
- Anaïs Dahl : Isabelle
- Marcos Adamantiadis : un policier

## Production
Le réalisateur a auditionné un grand nombre de petits garçons pour jouer le rôle de Melvil, le fils d'Antoine, mais il a fini par choisir pour ce rôle une petite fille, Zoé Iorio, âgée de quatre ans au moment du tournage, qui l'a impressionné par la qualité de son jeu.

## Accueil

### Réception critique
Pour La Voix du Nord et Libération, le film est une « adaptation maladroite » du livre autobiographique du journaliste Antoine Leiris,. Le Parisien juge que le film « émouvant mais larmoyant » est « mis en scène comme un téléfilm ».  Jean-Baptiste Morain des Inrocks estime, lui que le film « met mal à l’aise son spectateur ».